# Font de Poses
La Font de Poses és una font del terme municipal de Sant Quirze Safaja, a la comarca del Moianès.
Està situada a 695 metres d'altitud, a ponent del Coll de Poses, en el marge de llevant del Camí del Collet de les Termes. Es troba al nord-oest de la Masia Coll de Poses i al nord-est del Maset, a migdia i a prop de la carretera C-59.